# ボブ・エール
ボブ・エール（Bob Earl､1950年1月13日 - ）はカリフォルニア州クレアモント出身のアメリカ合衆国の元レーシングドライバー。アールと表記される場合もある。彼は1972年にフォーミュラ・フォードでレースを始め、1973年の同レースのチャンピオンを獲得した。 1979年にエールはフォーミュラ・アトランティックでプロデビューを果たす。 1981年にはマカオグランプリで童夢・320をドライブして総合優勝した。当時、マカオグランプリはF3マシンではなく、フォーミュラ・アトランティックのマシンで争われていた。ちなみに翌年が最後のアトランティック車両での開催となり、ロベルト・モレノが総合優勝している。
彼は1985年にスポーツカーに移り、 IMSAGTUシリーズでHuffakerRacingのポンティアック・フィエロを2年間ドライブ。1986年にGTPクラスのスパイス・エンジニアリングに移籍し、アールとスパイスチームは1987年デイトナ24時間レースでクラス優勝を果たした。1988年もGTPクラスでスパイスのマシンで参戦を続けたが、1989年にGTOクラスでラウシュ・レーシングのリンカーン・マーキュリーのプロジェクトチームに移籍し、デイトナでクラス優勝を再び達成している。1990年に日産に移籍し､セブリング12時間レース、マイアミ、ワトキンスグレンで勝利を収める好成績を残している。1993年にシリーズを去るまでエールは日産に在籍した。 
現在エールは、フリーランスのドライバーコーチ、レース組織とメンタルトレーニングの講師を続けており、健康を改善するためのアルカリイオン整水器の利点を宣伝している。最近は、フンボルト郡に引っ越し、ビーチ砂丘の修復、レッドウッドフォレストトレイルなど多くの環境活動に携わっており、気候変動問題にも積極的に取り組んでいる。